# Moutiers-en-Puisaye
Moutiers-en-Puisaye település Franciaországban, Yonne megyében. Lakosainak száma 270 fő (2022. január 1.). Moutiers-en-Puisaye Saint-Sauveur-en-Puisaye, Saint-Amand-en-Puisaye, Ronchères, Saint-Fargeau, Saints-en-Puisaye és Treigny-Perreuse-Sainte-Colombe községekkel határos.

## Népesség
A település népességének változása:
| Lakosok száma | 281  | 287  | 291  | 289  | 284  | 280  | 275  | 271  | 270  |
|               | 2013 | 2015 | 2016 | 2017 | 2018 | 2019 | 2020 | 2021 | 2022 |